# Ekateta
Ekateta is een bestuurslaag in het regentschap Kupang van de provincie Oost-Nusa Tenggara, Indonesië. Ekateta telt 2279 inwoners (volkstelling 2010).